# 甑山駅
甑山駅（チュンサンえき）は、大韓民国慶尚南道梁山市にある釜山交通公社2号線の駅である。駅番号は240。
湖浦 - 当駅間は3.5km離れており、釜山交通公社の路線では最も駅間距離が長い。

## 駅構造
相対式ホーム2面2線の高架駅。フルスクリーンタイプのホームドアが設置されている。

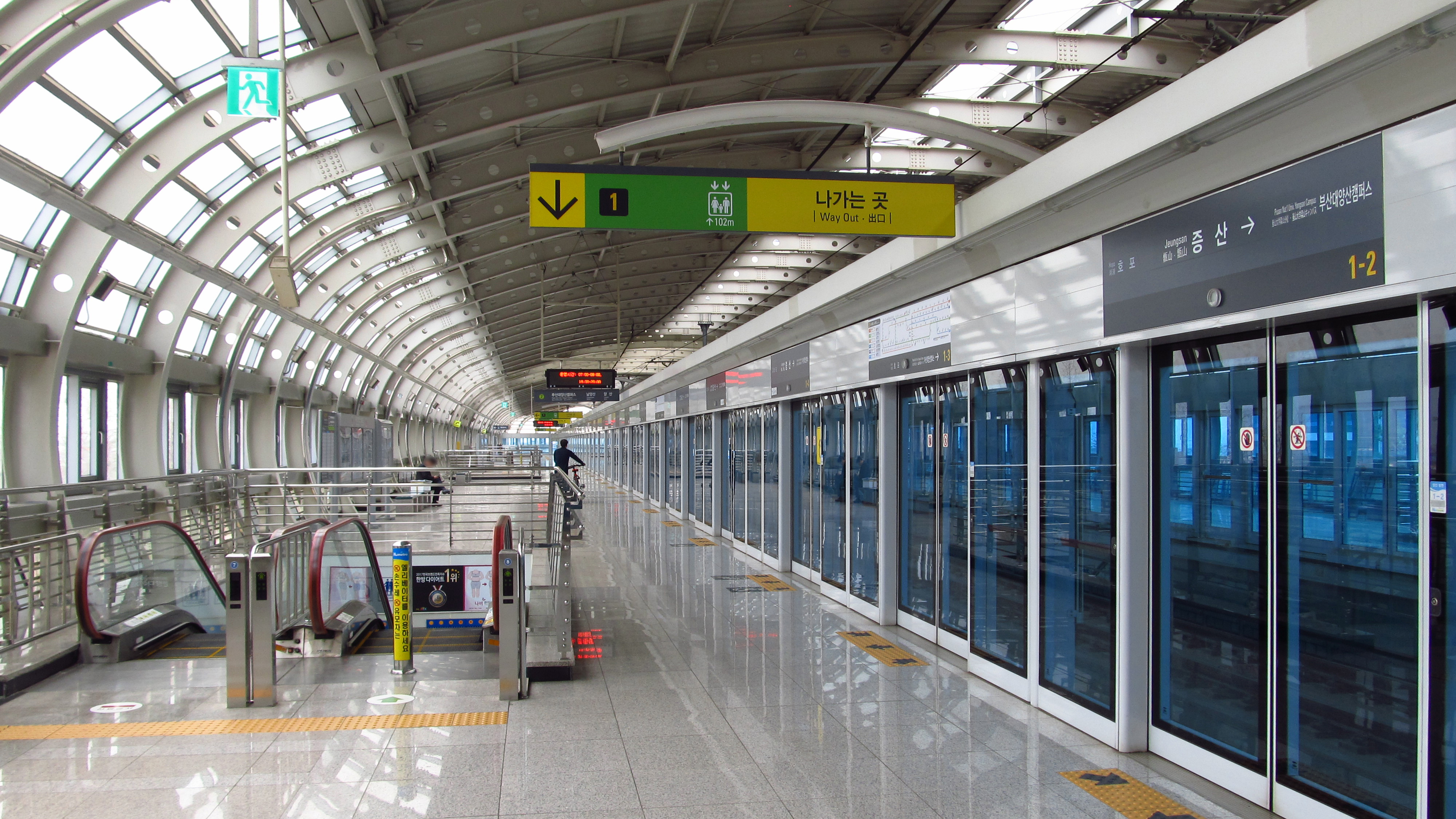
下りホーム（2018年4月）
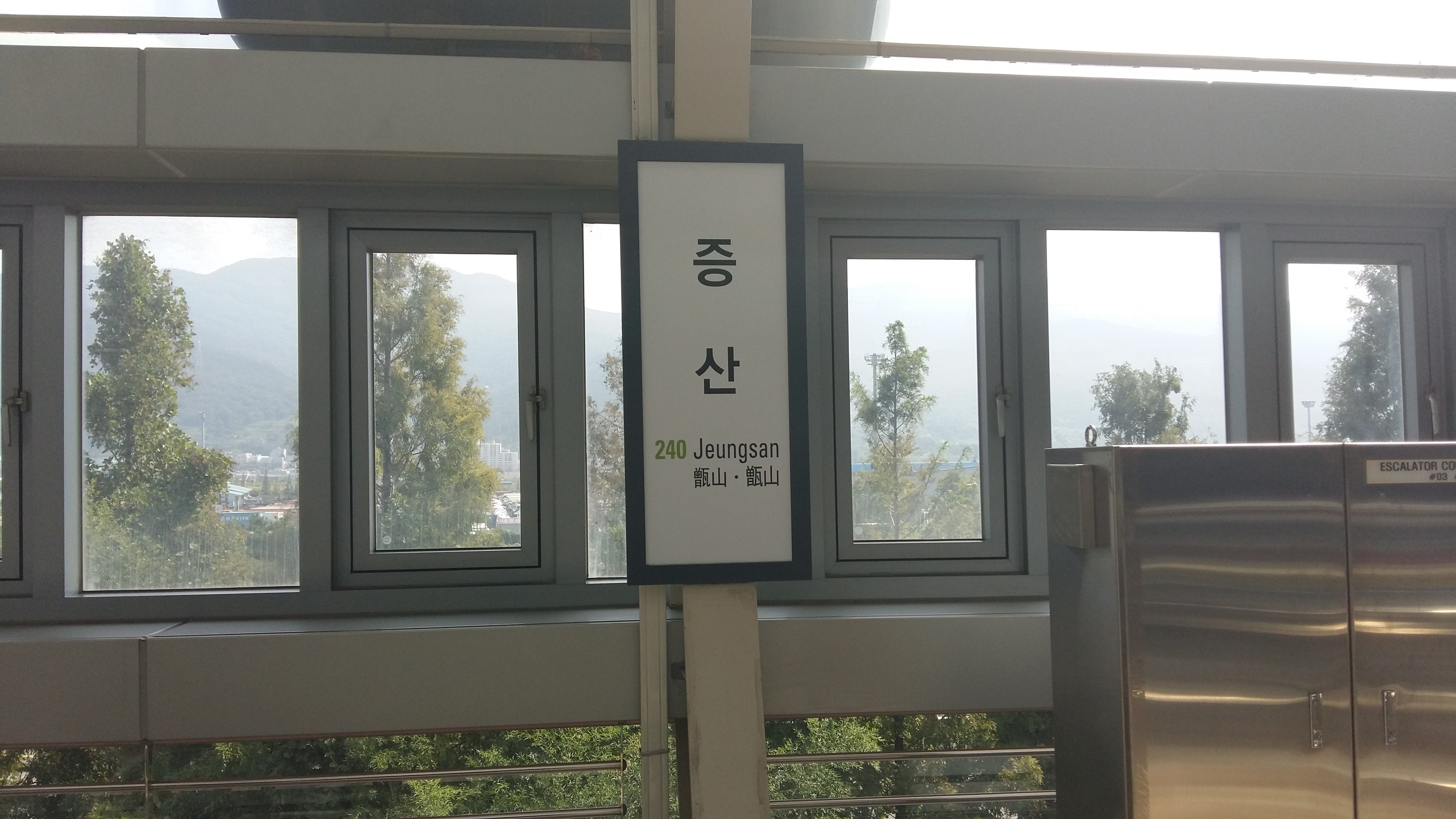
駅名標

### のりば
| 上り | 2号線 | 萇山方面 |
| 下り | 2号線 | 梁山方面 |

## 歴史
駅施設は2008年1月10日の2号線湖浦 - 梁山間開通時に既に完成していたが、周辺の整備が遅れていたため、駅の開業までに7年以上を要した。
- 2015年9月24日：開業。

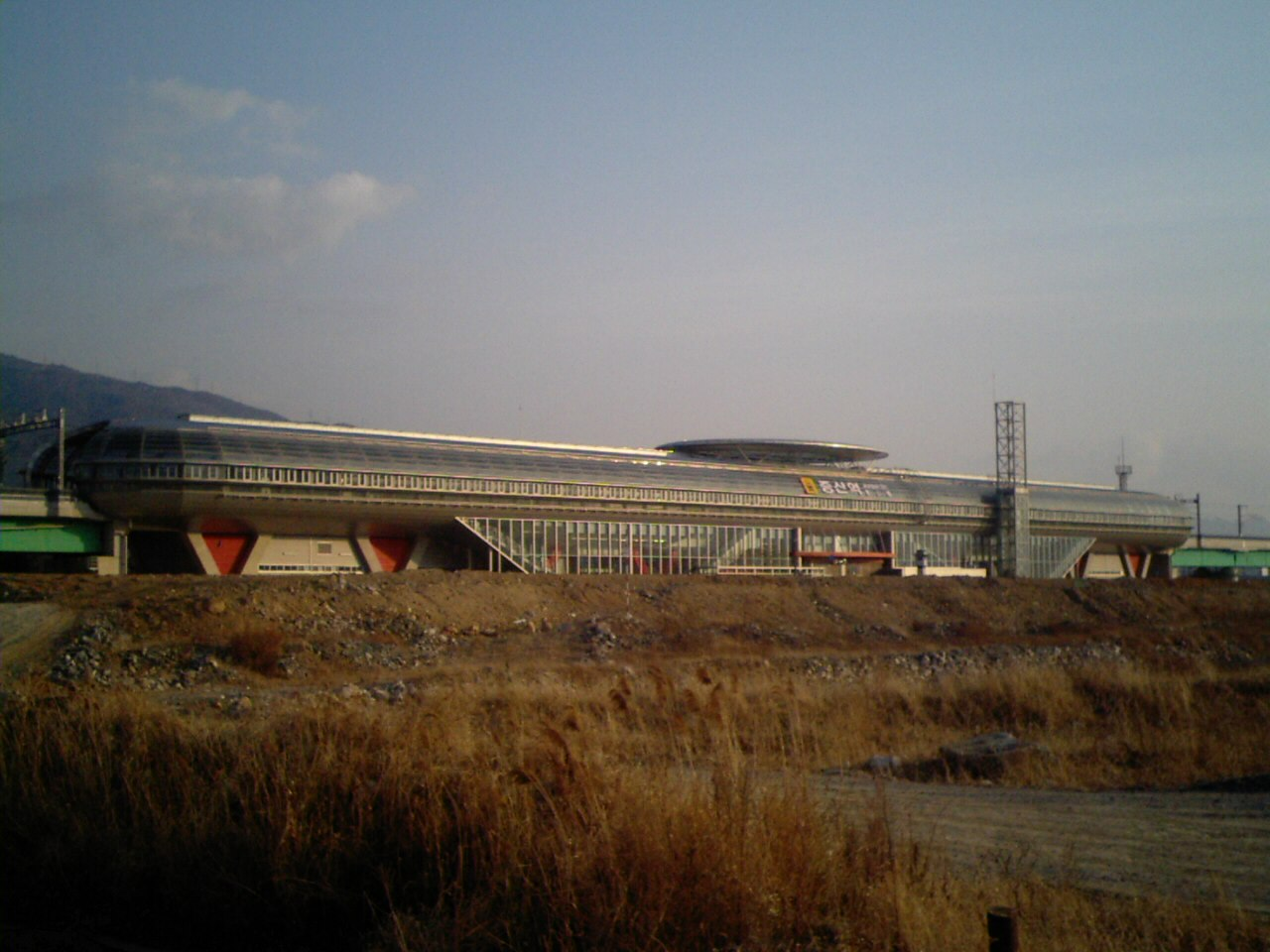
未開業時の駅舎（2008年2月）

## 隣の駅
釜山交通公社
 2号線
湖浦駅 (239) - 甑山駅 (240) - 釜山大梁山キャンパス駅 (241)